# Valla, Bräcke kommun
Valla är en bebyggelse i Håsjö socken och Bräcke kommun i Jämtlands län. Den ligger huvudsakligen i byn Valla förutom västligaste delen inklusive Håsjö gamla kyrka som hör till Prästbordet.
Valla ligger vid norra stranden av Singsjön. Länsväg 323 går norr om bebyggelsen.